# Complejo de Guacanagarix

Bandera de la República Dominicana

El complejo de Guacanagarí, también de Guacanagarix o de Guacanacaric, es un término social aplicado en la República Dominicana, a las decisiones que se toman en el ámbito gubernamental, social o político y que dan preferencia o favorecen más a los extranjeros que a los mismos dominicanos. Se suele aplicar también cuando un dominicano va a residir a otro país y al poco tiempo se expresa de manera peyorativa sobre varios aspectos de la República Dominicana y, en cambio, realza las cualidades de su país receptor en detrimento de su patria.
El complejo de Guacanagarí es un fenómeno presente en la era digital. Este fenómeno está muy presente en la realidad social dominicana, pero con mucha fuerza en las áreas de la tecnología y las telecomunicaciones, donde existe una inclinación ante cualquier supuesto técnico o experto extranjero que en la mayoría de los casos está por debajo de la formación, experiencia y capacidad nacional.
Otro ejemplo muy citado sobre este complejo en la República Dominicana, es sobre la existencia de grandes e importantes avenidas de la ciudad de Santo Domingo, capital del país, que cuida con sus denominaciones a importantes figuras extranjeras, pero que no tuvieron absolutamente nada que ver con la vida nacional, o que aportaron muy poco; mientras que se tienen en el olvido a mártires e ilustres hijos del país. Algunos ejemplos de estas avenidas son la George Washington, la Abraham Lincoln, la Winston Churchill, la John F. Kennedy y la Charles de Gaulle. Cabe destacar, que algunos nombramientos a estas avenidas tienen buena razón de ser, mientras que otros nombramientos se dieron por capricho o estrategias políticas para ganar favores internacionales.

## El complejo en otras áreas

### El complejo en el mercado laboral
El complejo de Guacanagarí es un fenómeno que también puede manifestarse en el mercado de trabajo. En este contexto, se llega a asumir que todo extranjero posee conocimientos, formación y experiencia de trabajo superiores al dominicano. Esta percepción, sin embargo, no aplica a los inmigrantes haitianos quienes, por razones históricas, socioeconómicas y étnicas, desafortunadamente experimentan una versión inversa de este fenómeno.
Con el avance de la globalización, el crecimiento y la apertura comercial de la economía dominicana, la presencia extranjera en el país ha crecido y se ha diversificado de manera sostenida. Según la Segunda encuesta nacional de inmigrantes en la República Dominicana (ENI-2017) de la Oficina Nacional de Estadísticas, la población de origen extranjero representa un 8,3 % de la población total. De la población residente identificada como extranjera, el 88,5 % son de origen haitiano y el restante 11,5 % son provenientes del resto del mundo, encabezados por los nacidos en Venezuela, Estados Unidos, España, Italia y otros países sudamericanos.
Aunque hay poca información sobre el impacto de los inmigrantes no haitianos en el mercado laboral dominicano, su creciente presencia en la economía doméstica, sobre todo en el sector servicios, es notoria a simple vista.

## Origen del término

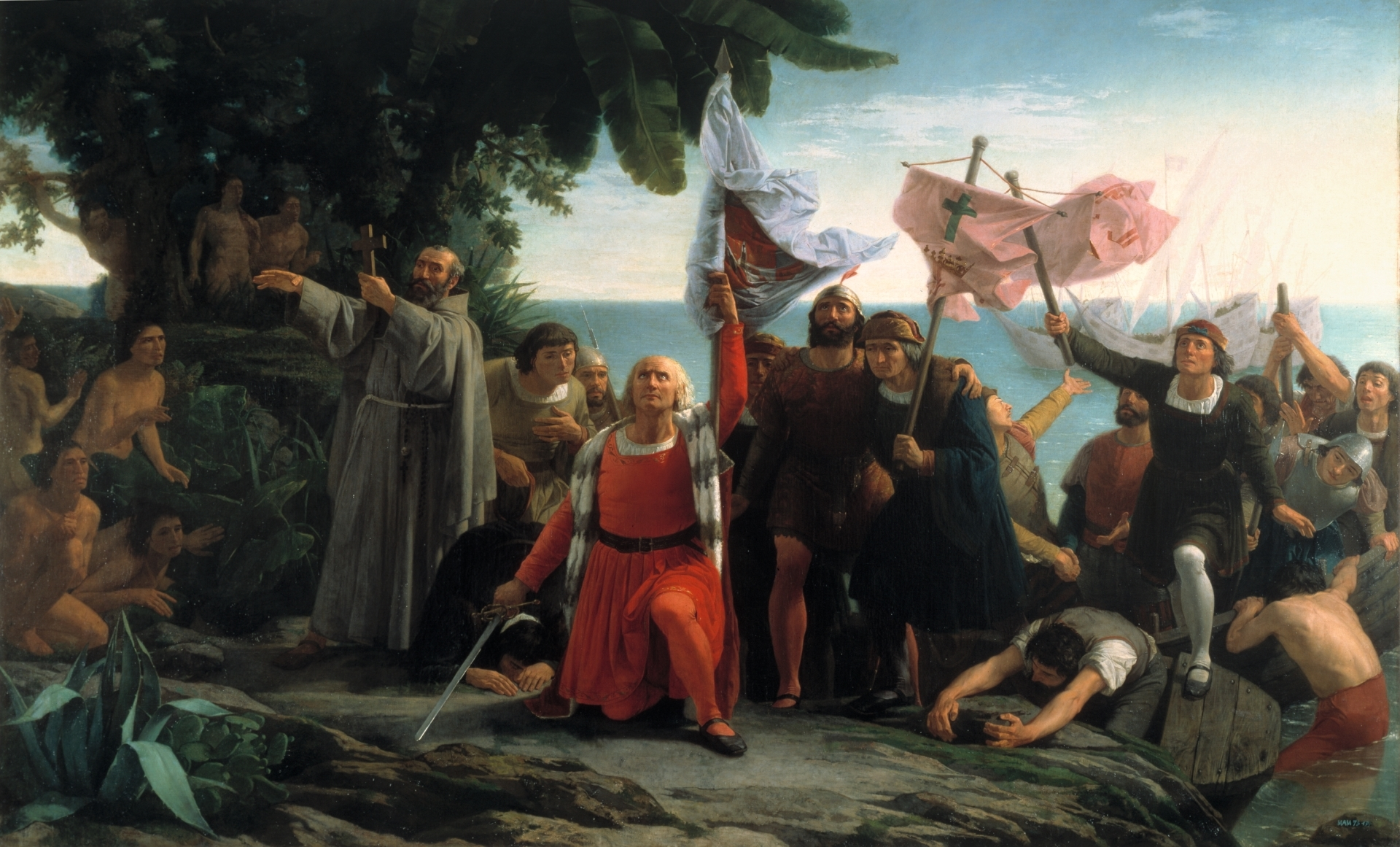
Llegada de Cristóbal Colón al cacicazgo Marién. Pintura de Dióscoro Puebla, (Exposición Nacional, 1862)

El término «complejo de Guacanagarí» hace referencia a Guacanagarí, un cacique taíno de Marién, quien se mostró complaciente y generoso con Cristóbal Colón y los conquistadores españoles en su primer viaje a la isla La Española, queriendo agradarles con oro y, a cambio, estos le regalaban espejos, ya que no conocía este objeto y nunca había visto su propia cara. Guacanagarí permitió que Colón estableciera la construcción del fuerte La Navidad en su pueblo, actualmente la comuna de Caracol, en Haití. Los españoles que permanecieron allí fueron masacrados por las tribus rivales unos meses más tarde, justo antes de que Colón regresase de su segundo viaje. Guacanagarí se negó a cooperar con otros caciques, quienes trataron de expulsar a los españoles.
De acuerdo a reseñas periodísticas diversas, el término surgió a principios de la década de 1990 y fue usado por primera vez por el periodista Víctor F. Rodríguez en un artículo publicado en la prensa escrita, donde el concepto fue acuñado para categorizar y criticar el comportamiento de algunos funcionarios gubernamentales de la era de los gobiernos de Joaquín Balaguer, inclinados a otorgar facilidades y concesiones ventajosas a inversionistas extranjeros en perjuicio de los criollos. En el momento que se hizo tal publicación, República Dominicana se preparaba para conmemorar los quinientos años del descubrimiento de América. El término se popularizó al ser comentado por el columnista del periódico Hoy, P. R. Thompson.